# Рапана реповидная
Рапана реповидная (лат. Rapana rapiformis) — вид брюхоногих моллюсков из семейства мурексов (Muricidae).

## Описание
Раковина тонкостенная, кубаревидная, среднего размера. Скульптура образована осевыми линиями нарастания и множеством тонких спиральных рёбрышек. Устье широкое, уховидное, изнутри белое или нежно-розовое. Есть пупок. Окраска от бежевой до оливково-серой.

## Ареал
Тропический Индо-Тихоокеанский регион.

## Биология
Моллюски встречаются на глубине от 10 до 40 метров. Предпочитает песчаный или илистый грунт. Хищник. Питается мелкими двустворчатыми моллюсками, раковины которых она просверливает с помощью радулы или открывает с помощью мускульной силы ноги.